# Кубок Монголии по футболу
Ку́бок Монголии по футбо́лу — ежегодное соревнование для монгольских футбольных клубов, проводимое Монгольской футбольной федерацией. Действующий чемпион — Эрчим (Улан-Батор). Регулярные соревнования проводятся с весны 1997 года.
Обладатели Кубка Монголии:
- 1997 год «Эрчим»
- 1998 год «Дельжер»
- 2001 год «Мон-Уран».[1]